# Ben (Film)
Ben ist ein 1972 erstaufgeführter US-amerikanischer Horrorfilm von Phil Karlson mit Lee Harcourt Montgomery in der Hauptrolle und einer Ratte in der Titelrolle. Der Film ist die Fortsetzung des im Vorjahr entstandenen Films Willard.

## Handlung
Die Ratten bringen unter der Anführerschaft der Ratte Ben ihren menschlichen Herrn und Meister Willard um, nachdem dieser versucht hatte, sie zu vergiften, sie tauchen unter. Willards zerfetzte Leiche wird entdeckt und eine besorgte Menschenmenge versammelt sich um sein Haus in Los Angeles. Police Detective Cliff Kirtland und sein Assistent Joe Greer leiten die Ermittlungen Willards zu seinem grausamen Tod. Sie finden Willards Tagebuch, in dem er seine Freundschaft mit Sokrates, einer anderen Ratte, und Ben beschreibt. Man hält es für besser, das Tagebuch im Moment nicht zu veröffentlichen, denn dort beschreibt Willard, wie er die Ratten darauf trainierte, seinen ihn traktierenden Vorgesetzten Billy Hatfield umzubringen. Ben, der die Männer aus einem Versteck beobachtet, hat seine „Familie“ angewiesen, sich in den Mauern des alten Herrenhauses zu verstecken. Während die Polizei auf Beamte der Gesundheitsbehörde wartet, bewachen die Polizisten Kelly und Reade das Haus. Reade geht in den Keller, in dem Willard seine tierischen Helfer ausgebildet hat. Weil keine einzige Ratte mehr zu sehen ist, folgert Reade, dass sich die Tiere hinter den Wänden verstecken. Als er ein Panel herausreißt, instruiert Ben seine Kumpanen, den Polizisten zu töten. Kelly kommt zu spät, um seinem Partner zu helfen, und nachdem er die menschlichen Überreste untersucht hat, übergibt Kirtland Willards Tagebuch an Billy Hatfield.
Den folgenden Tag verbringen Eve Garrison und ihr jüngerer Bruder Danny, der an einem sehr gefährlichen Herzleiden laboriert, wie gewohnt zusammen. Seit dem Tod ihres Vaters bleibt Eve meist zu Hause, um sich um Danny zu kümmern, während ihre Mutter Beth damit kämpft, das Familienunternehmen zu führen. In seiner eigenen kleinen Welt, einem Gebäude in der Nähe des Hauses, spielt Danny mit seinen geliebten Marionetten. Als er mit seinem Mittagessen beginnt, nähert sich ihm Ben durch ein Loch. Danny ist überrascht und teilt gern sein Sandwich mit der klugen Ratte. Danny, des ewigen Alleinseins müde, ist über die Anwesenheit dieses tierischen Kumpans froh, denn offensichtlich versteht ihn der Nager, wenn Danny mit ihm spricht. In der folgenden Nacht führt Ben die Ratten an, um einen Lieferwagen mit Lebensmitteln zu überfallen. Der Fahrer erschreckt sich derart, dass er mit einem entgegenkommenden Auto kollidiert. Am Tag darauf informiert ein Polizist die Garrisons, dass am kommenden Morgen die von der Gesundheitsbehörde angeforderten Schädlingsbekämpfer in die Nachbarschaft kommen werden, um Fallen auszulegen und Rattengift zu streuen. Danny erzählt seiner Schwester und Mutter von seinem neuen Freund, der Ratte. Eve glaubt, dass ihr Bruder zu viel Phantasie hat. Doch sie schließt auch nicht aus, dass es vielleicht genau die Ratte ist, die Willard in seinem in der Zwischenzeit in der Zeitung veröffentlichten Tagebuch erwähnt hat. Darin wird auch der Name der Ratte genannt: Ben.
Danny gefällt der Name, und er wird seinen neuen vierbeinigen Freund ebenfalls Ben nennen, ohne zu wissen, dass es sich tatsächlich um Ben handelt. An diesem Abend komponiert Danny ein Lied über seine Freundschaft mit Ben. Eve ist sehr berührt von den Liedzeilen. Wenig später überfällt Ben mit seiner Tausende starken Rattenarmee einen Supermarkt. Sie frisst dort alles ratzekahl, bis sie dort von einem Nachtwächter entdeckt wird. Ben führt seine Anhänger in die Kanalisation, wo sie ihr neues Heim in einem riesigen, stillgelegten Raum aufschlagen. Er kann nur über einen verlassenen Tunnel erreicht werden. Tagsüber besucht Ben wieder Dannys Werkstatt, wo Danny mit einer Ratten-Marionette eine Show für ihn aufführt. Dannys Verhältnis zu Ben wird immer enger, und der Junge, der ahnt, dass Ben der Anführer der Rattenarmee ist, sagt ihm, dass er nach dem Supermarkt-Überfall in Zukunft vorsichtiger sein solle, um nicht in die Fänge der Schädlingsbekämpfer zu geraten. Nachdem Danny Bens (von Michael Jackson im Abspann gesungene) Lied auf seiner Mundharmonika vorgetragen hat, zeigt Danny seinem pelzigen Freund die Narbe von seiner Herzoperation. Danny beobachtet, wie die Schädlingsbekämpfer Fallen und Gift rund um das Haus der Garrisons auslegen. Um Ben zu instruieren, welche Gefahr von den Fallen ausgeht, demonstriert er deren Wirkung und macht ihm klar, dass man sie umgehen muss. Als ein größerer und stärkerer Junge Danny zu schikanieren beginnt, attackieren Ben und dessen Jünger den Burschen und beißen ihm in die Beine, bis er wegläuft. Danny wird später gegenüber Kirtland behaupten, dass sich der Bursche seine Verletzungen beim Fall in einen Rosenbusch zugezogen hat.
Als Danny den Namen Ben erwähnt, werden die Erwachsenen hellhörig. Doch er kann sein Verplappern wiedergutmachen, indem er seine Ratten-Marionette herausholt und erklärt, dass sie sein Freund Ben sei, von dem er gesprochen habe. Zurück im Büro unterhalten sich Kirtland und sein Untergebener Greer mit einem Stadtingenieur. Er behauptet, dass mehr als zweihundert Meilen Kanalisation ohne Ergebnis durchsucht worden seien, und dass es bis zum Abschluss der Überprüfung der gesamten Kanalisation mehrere Tage dauern werde. Kirtland drängt, mit der Arbeit fortzufahren. Währenddessen dringen Ben und seine Armee in ein Käsegeschäft neben einem Wellness-Center ein und erschrecken sämtliche Gäste, die hier ein paar Pfunde verlieren wollen. Am nächsten Tag bittet Danny Ben, ihm zu zeigen, wo er und seine Rattenfreunde leben. Danny folgt Ben durch die Kanalisation und landet in einem Raum mit Tausenden von Ratten. Obwohl der erste Instinkt der Tiere sie beinahe dazu bringt, Danny anzugreifen, hält Bens Autorität sie von einer Attacke ab. Danny bekommt Atemprobleme und kehrt nach Hause zurück. Er hört im Radio, dass die Polizei die Rattenvernichtungsaktion ausweiten will, und als Ben und einige seiner Freunde am Fenster erscheinen, versteckt Danny sie in seinem Bett. Als Eva kurz in seinem Zimmer nachschaut, ob mit ihrem herzkranken Bruder alles in Ordnung ist, muss sie zu ihrem Schrecken feststellen, dass überall auf seinem Bett Ratten verstreut liegen. Augenblicklich informiert Mutter Beth die Polizisten Kirtland und Greer.
Danny weigert sich bei der Befragung hartnäckig, Bens Aufenthaltsort preiszugeben. Kirtland beginnt nunmehr, die Suche nach den Ratten in der Kanalisationen zu intensivieren. Als zwei Arbeiter in der Kanalisation Bens Versteck zu nahe kommen, befiehlt er seinen Anhängern, diese zu töten. Dennoch kann einer der beiden Männer entkommen. Kurz darauf scharen sich Bauarbeiter, Polizisten und Feuerwehrleute, angeführt von Kirtland und Greer, vor dem Kanalisationseingang. Man versucht mit einem ausgefeilten Plan, die Ratten zu ertränken. Danny eilt ins Freie, um seinen Freund Ben zu suchen und zu warnen. Dabei rutscht er durch einen Abfluss in das Rattenversteck. Eve, auf der Suche nach Danny, folgt ihm. Danny kann Ben aufspüren und bittet ihn, sofort zu fliehen. Doch Ben macht Danny klar, dass er sich selbst in Sicherheit bringen soll. Dann findet Eve ihren kleinen Bruder. Beide klettern zurück ans Tageslicht, während Bens Rattenarmee unterirdisch die menschlichen Angreifer bekämpft. Während die Arbeiter fliehen, gehen Kirtland und Greer nach unten, um die Situation einzuschätzen. Mit vereinten Kräften werden nahezu sämtliche Ratten vernichtet. Danny kehrt tief betrübt in sein kleines Versteck zurück, als er ein leises Quieken vernimmt. Er sieht den verwundeten Ben, dem es gelungen ist, dem Gemetzel zu entkommen. Überglücklich versorgt Danny seinen vierbeinigen Freund und verspricht ihm, in Zukunft gut für ihn zu sorgen.

## Entstehung
Die Dreharbeiten zu Ben begannen am 15. November 1971 und endeten Mitte des darauf folgenden Monats.
Charles A. Pratt übernahm die Herstellungsleitung, Joel Briskin war Produktionsleiter. Rolland M. Brooks entwarf die Filmbauten, Antony Mondello sorgte für die Ausstattung. Ray Harp und Mina Mittelman zeichneten für die Kostüme verantwortlich. Kamera-Veteran Russell Metty beendete kurz darauf seine Kinokarriere.
Am 21. Juni 1972 erfolgte die Weltpremiere in Los Angeles, die deutsche Erstaufführung fand am 20. Oktober 1972 statt.
Die ersten knapp fünf Minuten wiederholen ungekürzt die letzten des Vorgängerfilms.

## Musik und Auszeichnung
Das von Walter Scharf komponierte und von Don Black getextete Titellied Ben wird vom Hauptdarsteller Montgomery inmitten des Films vorgetragen, während es der damals 13-jährige Michael Jackson am Ende erneut singt. Jacksons Version war 1972 ein Tophit und belegte in den Popcharts die Nummer 1.  
Es gewann den Golden Globe Award für das Beste Originallied und wurde darüber hinaus für den Oscar nominiert. Auch Jacksons zweites Soloalbum besaß den Namen Ben und beinhaltete ebenfalls dieses Lied. 

## Synchronisation
| Rolle                     | Darsteller              | Synchronsprecher |
| ------------------------- | ----------------------- | ---------------- |
| Danny Garrison            | Lee Harcourt Montgomery | Eva Mattes       |
| Police Detective Kirtland | Joseph Campanella       | K. E. Ludwig     |
| Billy Hatfield            | Arthur O’Connell        | Ernst Kuhr       |
| Beth Garrison             | Rosemary Murphy         | Ingeborg Lapsien |
| Joe Greer                 | Kaz Garas               | Klaus Kindler    |
| Kelly                     | Paul Carr               | Fred Klaus       |
| Ingenieur                 | Kenneth Tobey           | Werner Heyking   |
| Polizist                  | Norman Alden            | Bruno W. Pantel  |

## Kritiken
Roger Ebert äußerte sich in der Chicago Sun-Times wie folgt: „Dies ist kein Thriller, sondern ein Film für Fachidioten. In einem Thriller sollen wir Angst haben vor einer ehrfürchtigen Bedrohung für die Menschheit – dem Grünen Blob vielleicht oder dem Big Foot oder dem unbesiegbaren Tintenfisch und seinem unerbittlichen Feind, der Rotweinsauce. Aber in einem Fachidioten-Film gibt es nur eine Idee, nämlich angewidert zu sein, weil die Schauspieler über und über von Ratten bedeckt sind.“
Sein Kollege Vincent Canby von der New York Times zeigte sich ähnlich enttäuscht: „Die Art und Weise, wie Sie auf ‚Ben‘ reagieren werden, hängt von einer Reihe von Variablen ab, einschließlich der Art und Weise, wie Sie über die Möglichkeit der Abschaltung von Los Angeles, die Trickfotografie, schreckliche Schauspielerleistungen dank einer schrecklichen Besetzung, den Niedergang von Phil Karlson (‚The Phenix City Story‘) als Regisseur und über das Drehbuch, das nie den Mut hat, seine komischen Impulse anzuerkennen, denken.“
Das Fachblatt Variety urteilte milder und verortete in Ben im Vergleich zu Willard „dieselbe Sorte spannender Action“ und fand, dass Hauptdarsteller Lee Montgomery „seine Rolle bis zur Perfektion spielt“.
Das Lexikon des internationalen Films befand: „Als Fortsetzung von ‚Willard‘ gedacht, erschöpft sich der spannungsarme Film ohne jeglichen Hintersinn in naivem Horror.“
Der Spiegel schrieb: „die Handlung [...] bleibt, dem großen Aufwand zum Trotz, psychologisch (herzkranker Junge schließt aus Mangel an Menschenliebe Freundschaft mit der intelligenten Oberratte Ben) leider so zahm wie Disneys Bambi.“
Der Movie & Video Guide meinte, „dass die überflüssigen blutrünstigen Effekte den Film so schlecht machen“ würden.
Halliwell’s Film Guide urteilte: „Produktion und Entwicklung sind ziemliche Routine.“